# Thammarat Tathip
Thammarat Tathip (thailändisch ธรรมรัตน์ ตาทิพย์, * 4. Mai 2002) ist ein thailändischer Fußballspieler.

## Karriere
Thammarat Tathip steht seit 2020 beim Samut Prakan City FC in Samut Prakan unter Vertrag. Der Verein spielt in der ersten Liga, der Thai League. Die Saison 2020/21 war er an den Amateurverein Kranuan FC sowie an den Drittligisten Saraburi United FC ausgeliehen. Zu Beginn der Saison kehrte er nach Samut zurück. Sein Erstligadebüt gab Thammarat Tathip am 31. Oktober 2021 (10. Spieltag) im Heimspiel gegen Ratchaburi Mitr Phol. Hier wurde er in der 76. Minute für Phatsaphon Choedwichit eingewechselt. Samut gewann das Spiel 2:1. Am Ende der Saison 2021/22 belegte er mit Samut den vorletzten Tabellenplatz und musste somit in die zweite Liga absteigen. Für Samut bestritt er drei Erstligaspiele. Nach dem Abstieg wurde sein Vertrag im Sommer 2022 nicht verlängert.